# 西羅克斯伯里 (波士頓)
西羅克斯伯里（英語：West Roxbury）是位於美國麻薩諸塞州沙福克縣波士顿的一個街區。

## 地理
西羅克斯伯里所處的海拔為高於海平面61米（即200英呎），而該地所採用的時區為UTC-5，即北美东部時區（EST）。同時該地設有夏令時間，為UTC-5調快一小時，即UTC-4（EDT）。